# جورج جي. ورتمان
جورج جي. ورتمان هو عسكري كندي، ولد في 15 أغسطس 1841 في مونكتون في كندا، وتوفي في 19 مايو 1913 في إيدجووتر في الولايات المتحدة.